# Santo Stefano Lodigiano
Santo Stefano Lodigiano är en ort och kommun i provinsen Lodi i regionen Lombardiet i Italien. Kommunen hade 1 910 invånare (2018).